# Vida Lahey
Frances Vida Lahey (Pimpama, Queensland, 26 d'agost de 1882 — Saint Lucia, Brisbane, 29 d'agost de 1968) va ser una destacada artista australiana, que va exposar continuadament des de 1902 fins a 1965. Deixant enrere la tradició victoriana de la «senyora amateur», Vida Lahey esdevingué una de les primeres artistes professionals d'Austràlia.

## Primers anys
Frances Vida Lahey era filla de David Lahey i la seva dona, Jane Jemima Walmsley. Va assistir a l'escola Goytelea de Southport i va estudiar pintura al Brisbane Central Technical College amb Godfrey Rivers. El seu oncle li va finançar un viatge a Nova Zelanda el 1902 que va inspirar algunes de les seves primeres obres exposades, a més d'ajudar a preparar-la per formar-se a Melbourne. Va estudiar a la National Gallery School de Melbourne amb Bernard Hall i Frederick McCubbin el 1905 i de nou el 1909.
Durant la Primera Guerra Mundial va viatjar a Londres per estar a prop dels seus germans i cosins, que servien a l'AIF, així com per estudiar art quan podia. Després de la guerra va estudiar amb Frances Hodgkins, a l'Académie Colarossi de París, i a Itàlia, abans de tornar a Austràlia el 1921.

## Carrera

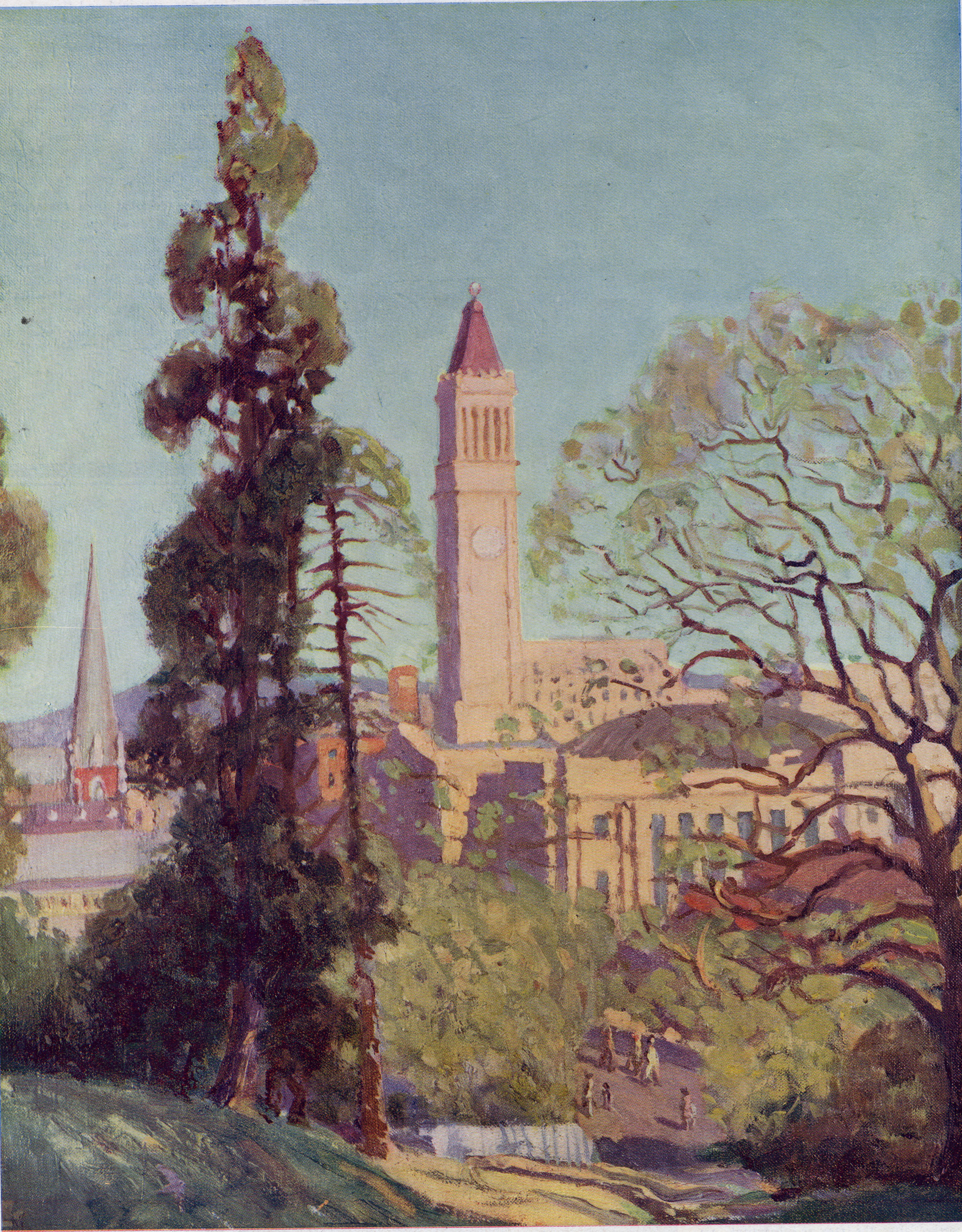
Pintura a l'aquarel·la de Vida Lahey: l'Ajuntament de Brisbane vist des de l'Albert Park amb el campanar de l'Església Metodista d'Albert Street a l'esquerra (1936)

Vida Lahey va ser una de les primeres artistes dones de Queensland i Austràlia que es consideraven professionals i que buscaven guanyar-se la vida practicant el seu art. Per això va ser pionera en classes d'art tant per a nens com per a adults a Queensland; i ella i Daphne Mayo van ser responsables de la fundació del Queensland Art Fund el 1929, que va ajudar a establir una biblioteca d'art i a adquirir obres d'art per a l'estat. Va viatjar a Europa l'any 1927 buscant més oportunitats d'estudiar art. El 1937 Lahey es va convertir en membre fundacional de l'organització antimodernista de Robert Menzies, l'Acadèmia d'Art d'Austràlia, i va exposar-hi. Vida Lahey va rebre la Medalla de la Societat d'Artistes (NSW) el 1945, en agraïment als bons serveis per a l'avenç de l'art australià, la Medalla de la Coronació el 1953 i el 1958 va rebre l'Orde de l'Imperi Britànic, MBE, pels serveis a l'art.

## Últims anys

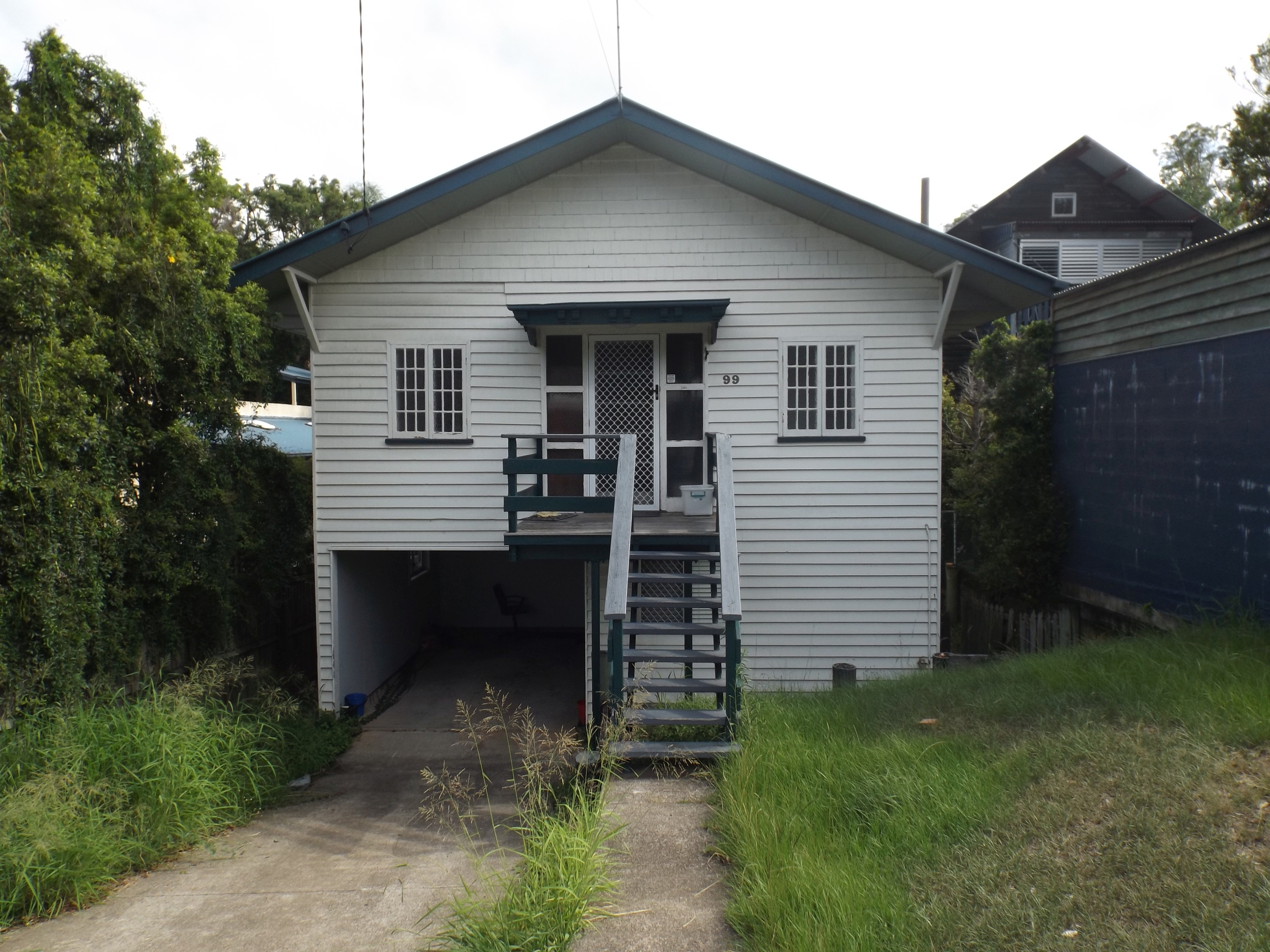
La casa de Vida i Jayne Lahey a St Lucia, Brisbane, Austràlia.

La casa de Vida Lahey, Wonga Wallen, va ser construïda originalment per al seu germà Romeo Lahey a Canungra, en un esperó de la serralada de Darlington, i es va acabar el 1920. Posteriorment va ser traslladada diverses vegades per Vida Lahey i la seva germana Jayne, fins al 1946 a la seva actual ubicació a Saint Lucia, Brisbane.
Vida Lahey va romandre a la casa Wonga Wallen de Saint Lucia fins a la mort, el 29 d'agost de 1968. La seva germana Jayne hi va romandre fins al 1982, i després una altra germana, Mavis Denholm, de soltera Lahey. La casa va quedar inclosa al registre del patrimoni de Queensland el 21 d'octubre de 1992.

## Obres

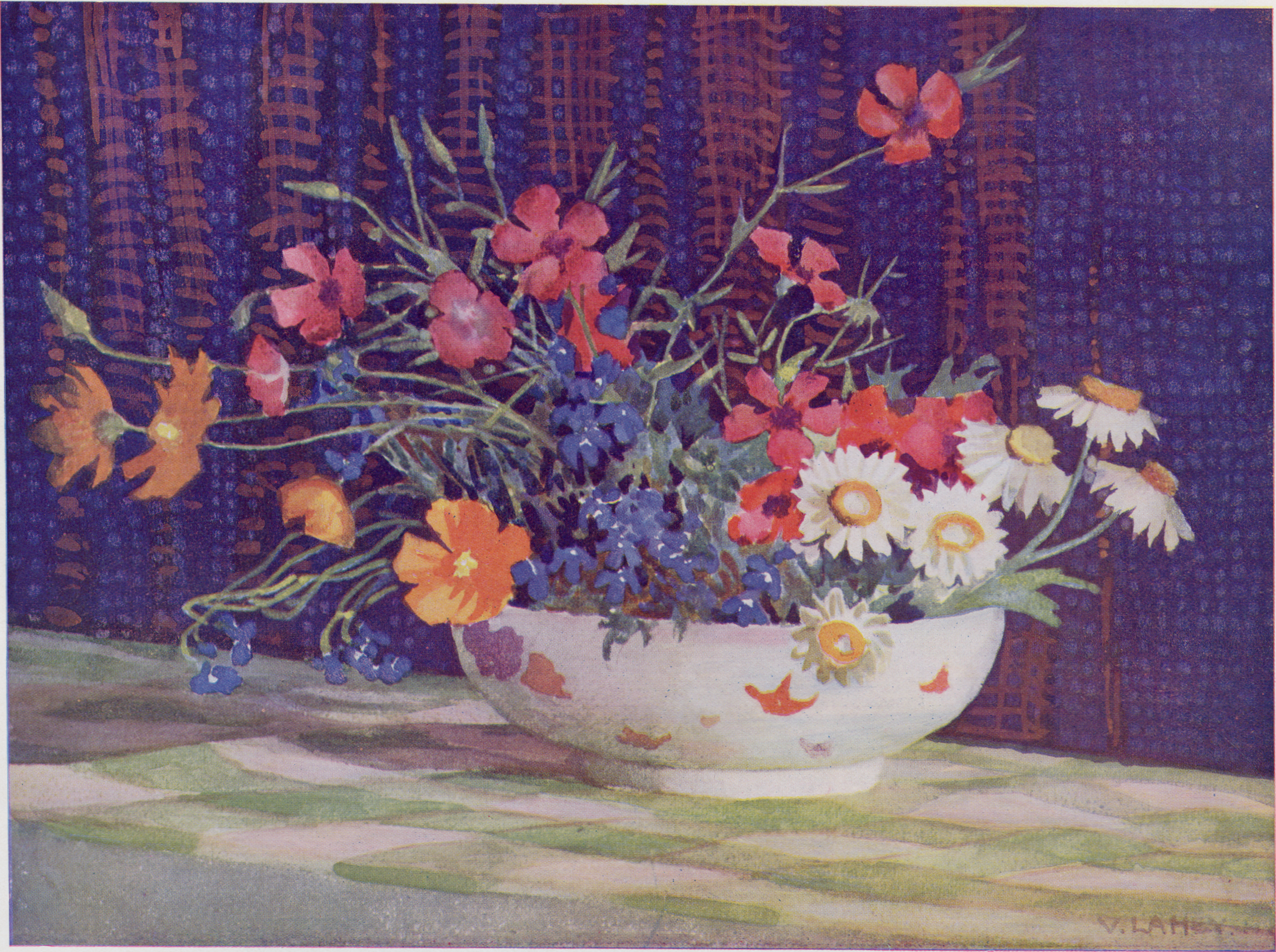
Un bol de flors, aquarel·la de Vida Lahey (1939)

El 1912 va pintar una obra que ha esdevingut clàssica en la seva carrera: Monday Morning, una escena de bugaderia a la casa familiar. Aquesta obra, que va llançar la seva carrera, forma part de la col·lecció permanent de la Queensland Art Gallery.
Se sap que Vida Lahey va pintar almenys dues pintures de la casa Lahey, totes dues de la col·lecció de la Sra Shirley Lahey. Un altre quadre, Bedroom at St Lucia with Dobell portrait, c.1961, va ser pintat per Vida Lahey al seu dormitori de Santa Llúcia.
La seva obra es troba a les principals galeries d'art australianes, inclosa la National Gallery of Australia i la National Gallery of Victoria.

## Exposicions
- 'Songs of Colour: The Art of Vida Lahey', Queensland Art Gallery, Brisbane, 1989.[13]
- Queensland Art Gallery, 2010-2011.[9]